# Cristian Oviedo
Cristian Oviedo (Alajuela, 25 agosto 1978) è un allenatore di calcio ed ex calciatore costaricano, di ruolo centrocampista, allenatore del Santa Rosa.